# Al Casey
Al Casey, all'anagrafe Albert Aloysius Casey (Louisville, 15 settembre 1915 – New York, 11 settembre 2005), è stato un chitarrista statunitense.
Alla fine degli anni trenta incontrò Fats Waller, con il quale collaborò fino al 1943 (anno della scomparsa di Waller) apparendo su numerose incisioni e componendo brani tra i quali è da ricordare Buck Jumpin.
Nel 1944 collaborò brevemente con Louis Armstrong e con la Clarenece Profit's band. Durante il periodo trascorso con Waller lavorò anche con Teddy Wilson, Billie Holiday, Frankie Newton e Chuck Berry.
Nel tempo, Casey, ha dimostrato il proprio valore sia come chitarrista prettamente jazz che come interprete di Rhythm and blues. È scomparso, stroncato da un tumore al colon, a soli quattro giorni dal compimento del suo novantesimo compleanno.